# MoJo
Ichirō Tomita (富田 伊知郎 Tomita Ichirō?), más conocido como MoJo (モジョ?) (24 de agosto de 1952), es un cantante japonés de música folk y anison que ha interpretado la banda sonora de varias series y películas de anime y tokusatsu, es más conocido como el intérprete de las sintonías de Battle Fever J, Dai Sentai Goggle V, Kagaku Sentai Dynaman, Seiun Kamen Machineman y Albegas, así como por realizar image songs para varias series. También interpretó la sintonía del personaje Segata Sanshiro que aparecía en los comerciales de Sega entre 1997 y 1998 para anunciar la Sega Saturn en Japón.

## Bandas sonoras

### Anime
1978:
- Uchū Majin Daikengo
  - Uchū no Otoko Lyger (宇宙の男ライガー) (con The Chirps) (tema de cierre)
- Galaxy Express 999
  - Jinsei no Teisha-eki (人生の停車駅)

1980:
- Tsurikichi Sanpei
  - Wakaki Tabibito (若き旅人) (tema de apertura)
  - Ore wa Tsurikichi Sanpei da (俺は釣りキチ三平だ) (tema de cierre)

1981:
- Tiger Mask II
  - Moeru Toukon ~Antonio-Inoki~ (燃える闘魂~アントニオ猪木~)

1983:
- Mirai Keisatsu Urashiman
  - Crystal Knights NECRIME
  - Battle URASHIMAN
  - Maybe
- Kousoku Denjin Albegas
  - Kousoku Denjin Albegas (光速電神アルベガス) (con Koorogi '73) (tema de apertura)
  - Tatakai ni Omomuku Mae ni (戦いに赴く前に)
  - Wakasa no Formation (若さのフォーメーション) (con Koorogi '73) (tema de cierre)

2006:
- Muteki Kanban Musume
  - Choukuu Sentai Starranger (超空戦隊スターレンジャー)

### Tokusatsu
1979:
- Battle Fever J
  - Battle Fever J (バトルフィーバーJ) (con Columbia Yurikago-Kai y Feeling Free) (tema de apertura)
  - Ashita no Senshi-Tachi (明日の戦士たち) (con Koorogi '73)
  - Yuusha ga Yuku (勇者が行く) (tema de cierre)

1982:
- Dai Sentai Goggle V
  - Dai Sentai Goggle V (大戦隊ゴーグルV) (con Koorogi '73 y The Chirps) (tema de apertura)
  - Dancing Goggle V (ダンシングゴーグルV)
  - Flash! Goggle V (フラッシュ!ゴーグルV)
  - Goggle V no March -We Are Goggle V- (ゴーグルＶのマーチ-We are Goggle V-) (con Koorogi '73)
  - Moeru Otoko Goggle Red (燃える男ゴーグルレッド)
  - Neppuu Shadou (熱風シャドウ) (con Koorogi '73)
  - Shutsugeki! Goggle Robo (出撃!ゴーグルロボ) (con Koorogi '73)
  - Stop The Battle (ストップ・ザ・バトル) (con Koorogi '73 y The Chirps) (tema de cierre)

1983:
- Kagaku Sentai Dynaman
  - Kagaku Sentai Dynaman (科学戦隊ダイナマン) (con Koorogi '73) (tema de apertura)
  - Endless Way (エンドレスウェイ) (con Koorogi '73)
  - Go Go Dyna Robo (ゴーゴーダイナロボ)
  - Honoo no Senshi ~Fire Crew (炎の戦士-FIRE CREW-)
  - Mahiru no Arashi ~Bomber Twist (白昼の嵐-BOMBER TWIST-)
  - Matte Ita n' da Dynaman (待っていたんだダイナマン) (con Koorogi '73)
  - Ore no Heart wa Yumeji Kake (俺のハートは夢じかけ)
  - Super Dynamite (スーパーダイナマイト)
  - Yume wo Kanaete Dynaman (夢をかなえてダイナマン) (con Koorogi '73) (tema de cierre)

1984:
- Seiun Kamen Machineman
  - Seiun Kamen Machineman (星雲仮面マシンマン) (con Columbia Yurikago-Kai) (tema de apertura)
  - Bokura no Machineman (ぼくらのマシンマン) (con Columbia Yurikago-Kai)
  - Denkou Action Machineman (電光アクションマシンマン)
  - Ooinaru Hito Machineman (大いなる人マシンマン) (con Koorogi '73)
  - OH! Child (OH!チャイルド)
  - Ore no Na wa Machineman (おれの名はマシンマン) (tema de cierre)

2001:
- Hyakujū Sentai Gaoranger
  - EYES OF JUSTICE

2006:
- GōGō Sentai Bōkenger
  - Kibou no Sirenbuilder (希望のサイレンビルダー)
  - Densetsu (伝説) (con Akira Kushida y Takayuki Miyauchi) (Tema de cierre para Boukenger vs. Super Sentai)

2008:
- Engine Sentai Go-onger
  - Engine Gattai Engine-O G6 (炎神合体エンジンオーG6)